# Montastraea cavernosa
Montastraea cavernosa är en korallart som beskrevs av Carl von Linné 1767. Montastraea cavernosa ingår i släktet Montastraea och familjen Faviidae. IUCN kategoriserar arten globalt som livskraftig. Inga underarter finns listade i Catalogue of Life.

## Bildgalleri

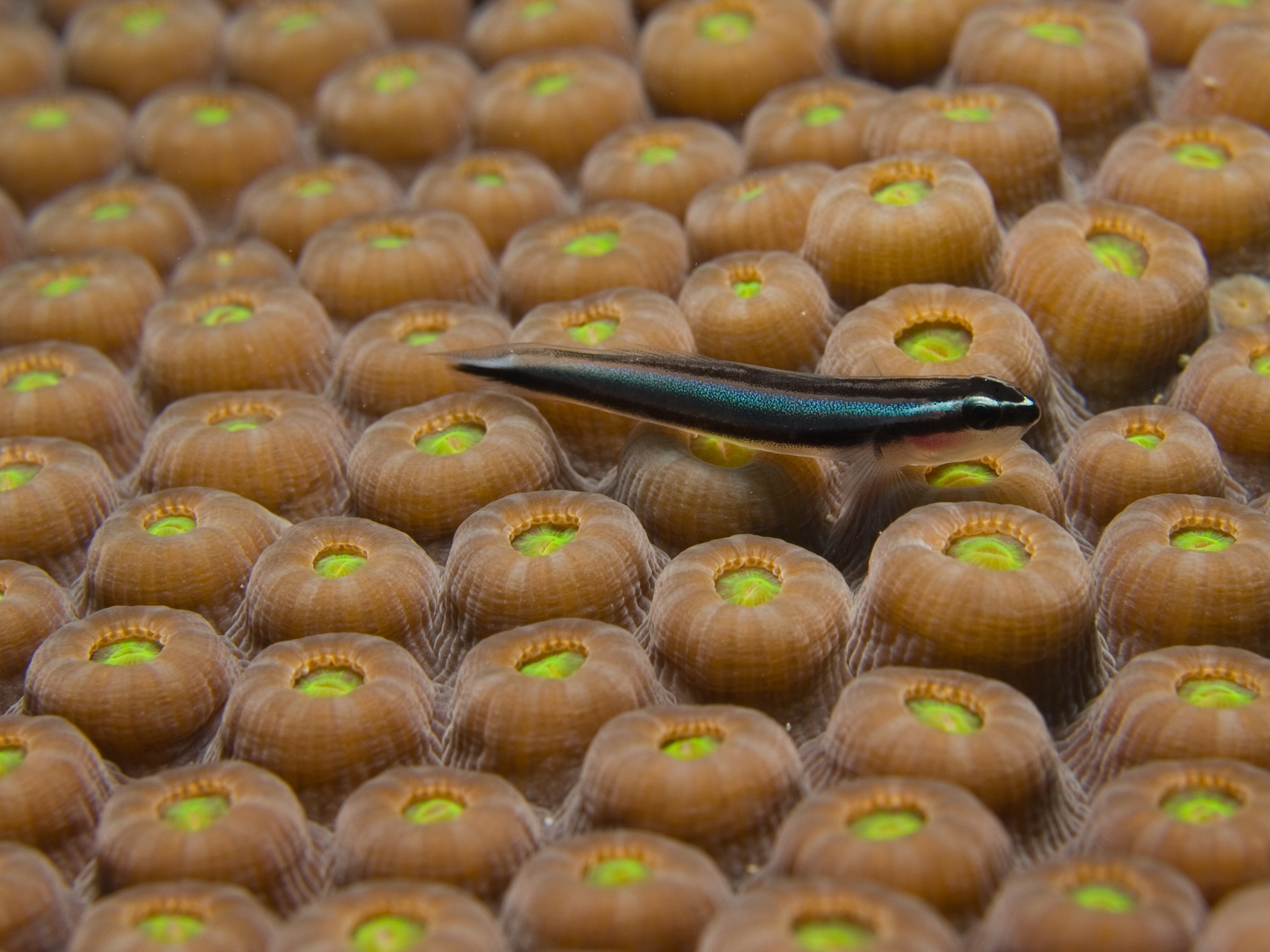
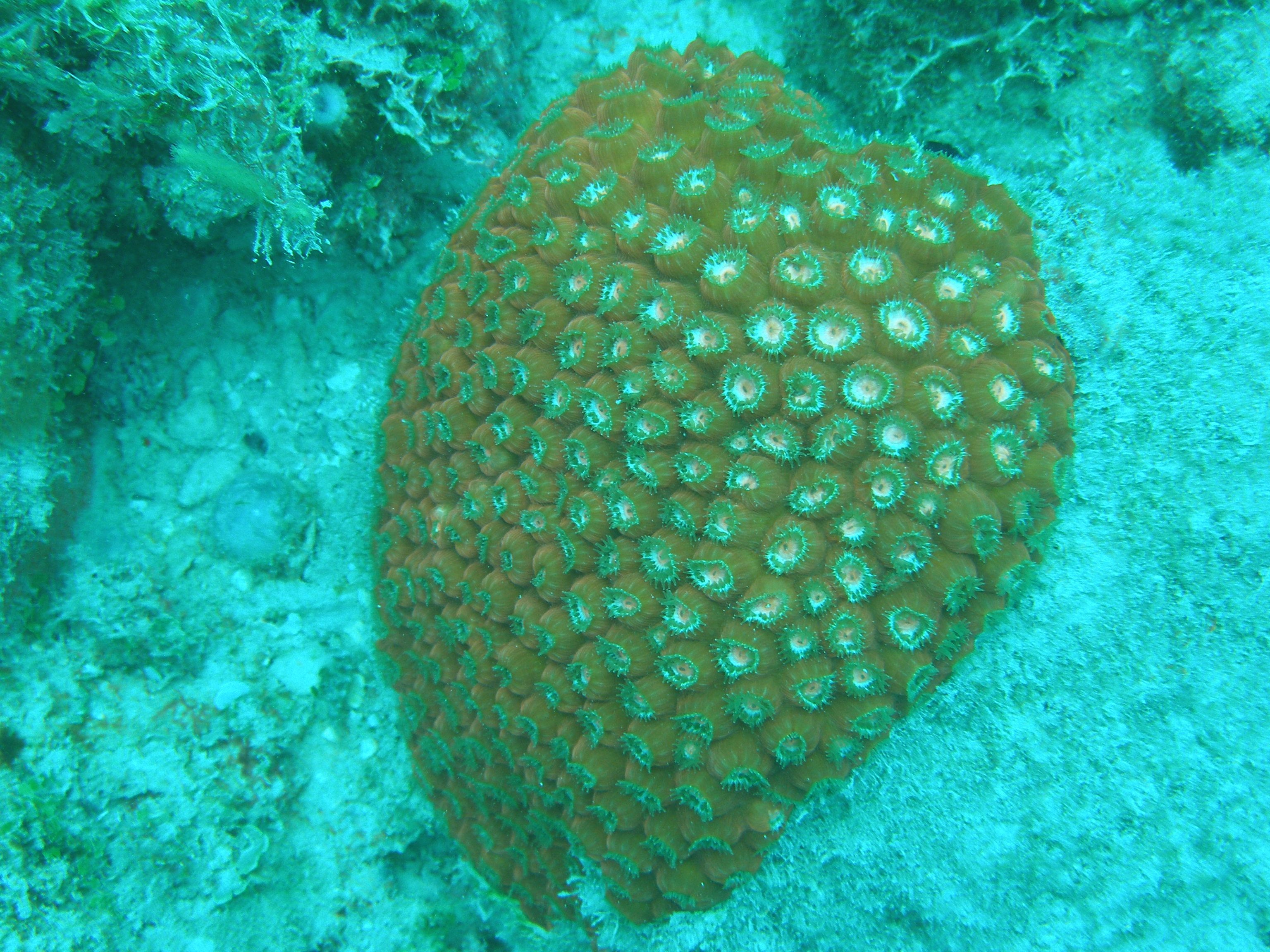
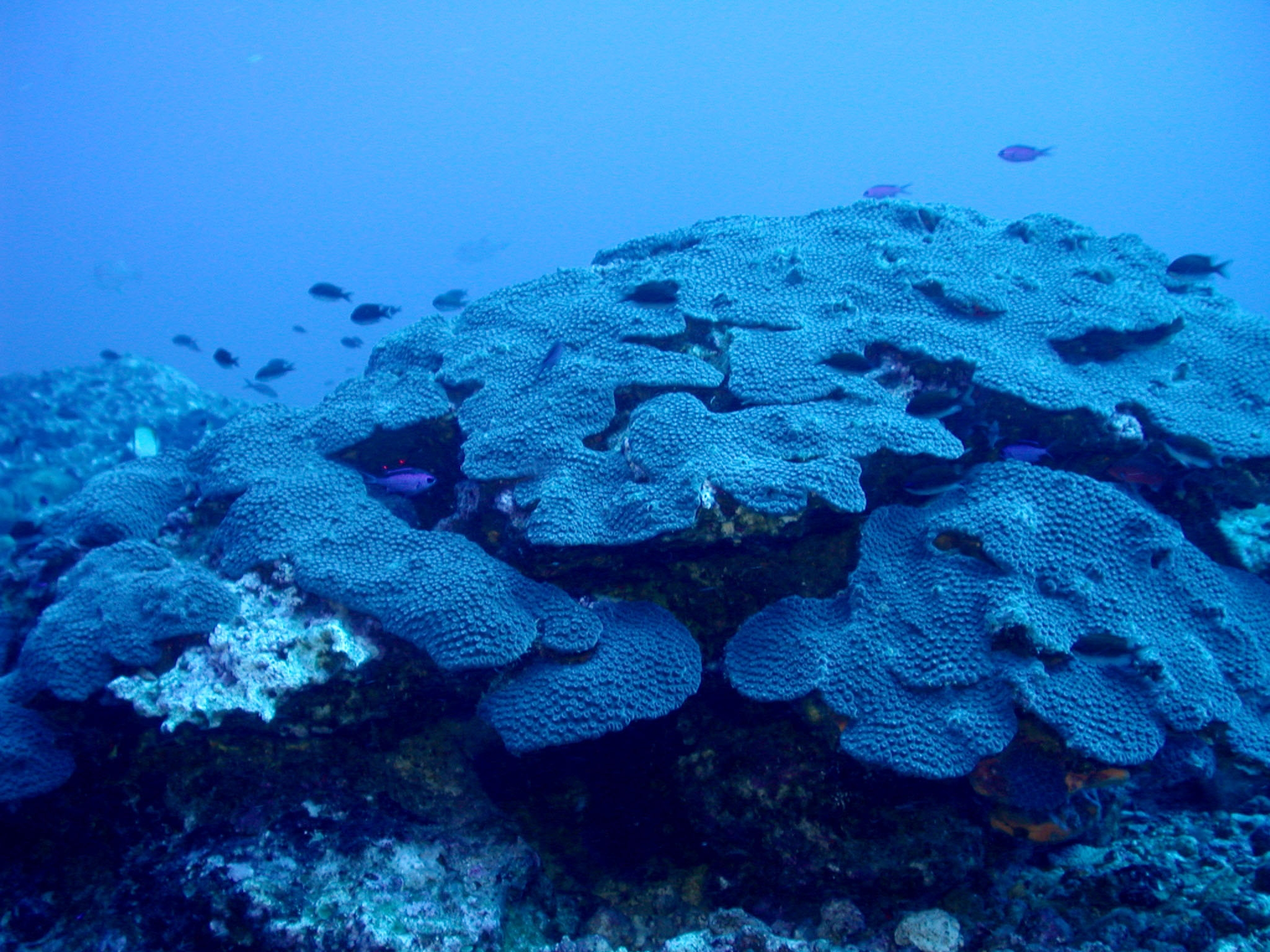
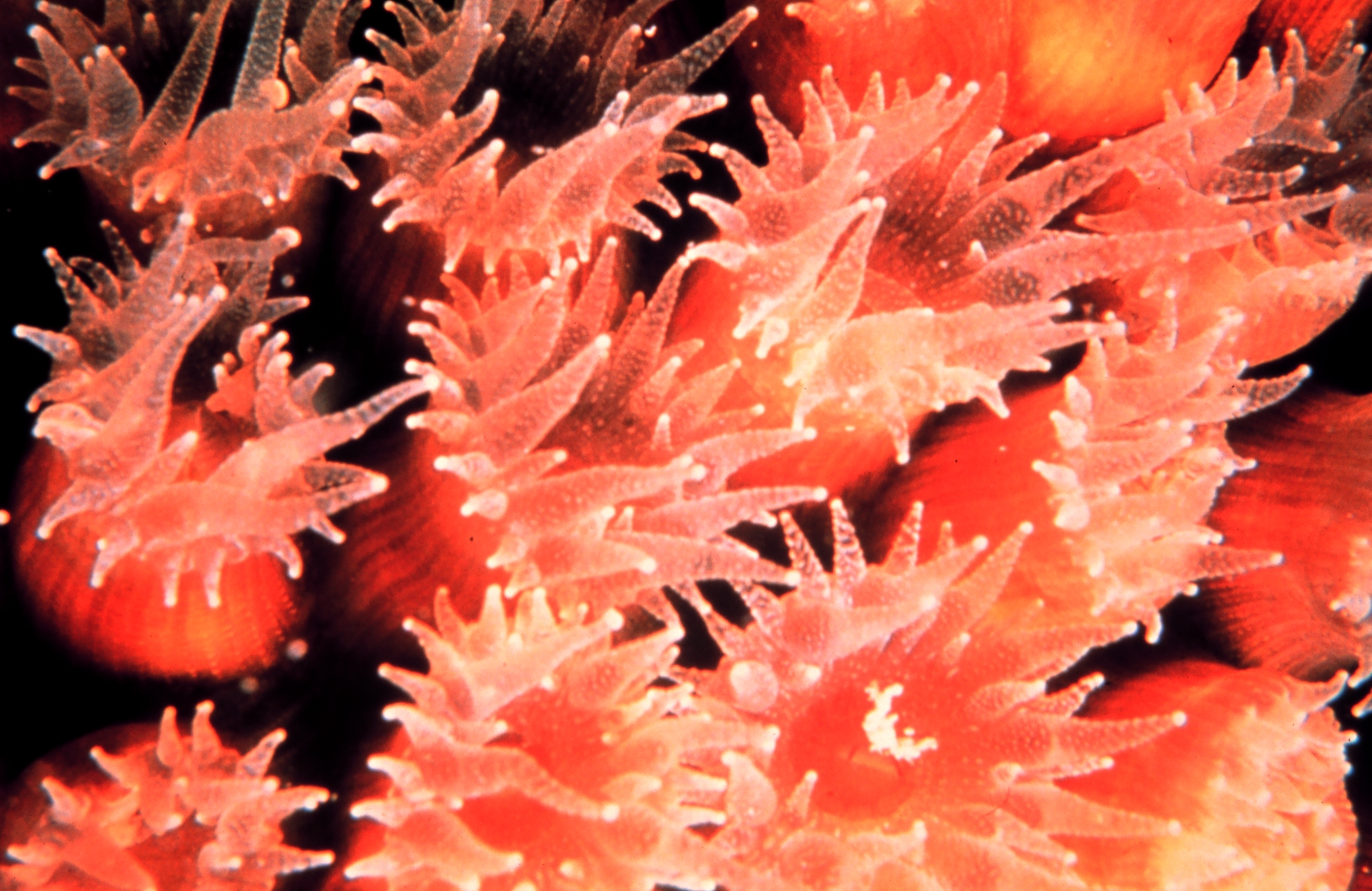